# استفانیا تارنزی
استفانیا تارنزی (انگلیسی: Stefania Tarenzi؛ زادهٔ ۲۹ فوریهٔ ۱۹۸۸) بازیکن فوتبال اهل ایتالیا است.
وی همچنین در تیم ملی فوتبال زنان ایتالیا بازی کرده‌است.